# Túrris em Proconsular
Túrris em Proconsular (em latim: Turris in Proconsulari) foi um assentamento romano da antiga província da África Proconsular, na atual Tunísia, provavelmente situado no território da atual Henchir-Mest. Desde 1933, é uma sé titular da Igreja Católica, com seu primeiro titular sendo Luigi Pezzuto.